# 片づけられない女たち
『片づけられない女たち』（かたづけられないおんなたち、原題：Women with Attention Deficit Disorder ）は、米国のカウンセラーであり、自らも当事者であるサリ・ソルデン (:Sari Solden MS,MFCC) が、女性の注意欠陥障害 (ADD) について書いた著書である。原著は1995年に刊行された。

## 概要
当時は主に子供や男性の障害であるとされてきた注意欠陥・多動性障害に関して女性患者にスポットを当て、女性特有の問題があり、大人になっても障害ゆえに様々な問題を抱えていることについて解説した書籍である。本書はアメリカでベストセラーとなり、女性のADHDについての認知が進むこととなった。
2001年に出版されたダニエル・エイメンの『「わかっているのにできない」脳』においても、女性のADHD患者は多動や衝動性が目立たない「不注意優勢型」に分類されることが多く、発見が遅れがちで認知される人数が少ないことが推測され、実際のADHD発症率の男女差は当時言われていたより小さいことが指摘されていた。
精神障害の診断と統計マニュアル (DSM) においては、1994年に出版されたDSM-IV（第4版）では、ADHDの有病率の男女比は圧倒的に男児に多いとされてきたが、18年後の2013年に改訂されたDSM-5（第5版）では、男女比は子供で2対1、成人では1.6対1にまで差が縮まっている。本書はこうした事実を予見した書物となっている。ただし1990年代に出版された書物のため、薬物療法としてはリタリンが推奨されている。

## 日本語訳
日本語訳は、原著出版の5年後となる2000年（平成12年）8月、ニキ・リンコの訳でWAVE出版から刊行された。
原題は『Women with Attention Deficit Disorder』（「ADDを持つ女性たち」の意味）であるが、日本で出版するにあたり『片付けられない女たち』というタイトルがつけられた。そのため、女性の発達障害について扱った書籍であることがタイトルからはわかりにくくなっている。
本書は日本でもベストセラーとなり、これを読んだ女性たちが医療を求める例が増えたが、当時の日本国内では大人の発達障害を診断・治療できる医療機関が非常に少なく、診断を受けるだけでも困難であった。その後、日本でも2005年（平成17年）に発達障害者支援法が制定されている。